# اس‌ام یوسی-۷۱
اس‌ام یوسی-۷۱ (به انگلیسی: SM UC-71) یک زیردریایی بود که طول آن ۱۶۵ فوت ۲ اینچ (۵۰٫۳۴ متر) بود. این زیردریایی در سال ۱۹۱۶ ساخته شد.